# Kim Christensen (calciatore 1980)
Kim Christensen (Frederiksværk, 8 maggio 1980) è un allenatore di calcio ed ex calciatore danese, di ruolo attaccante.